# 恭帝侗
恭帝 侗（きょうてい とう）は、隋の皇族。煬帝の死後、元文都ら洛陽の重臣により擁立されたが、王世充に譲位した後に殺された。唐を正当とする正史では正統な皇帝とみなされておらず、越王と記される。その元号から皇泰主とも称される。

## 生涯
元徳太子楊昭の次男。容姿は美しく、性格は寛大かつ温厚であった。大業2年（606年）に祖父の煬帝から越王に立てられた。煬帝が巡幸に出る度に、東都洛陽の留守を任されていた。大業9年（613年）に楊玄感の乱が起こると、戸部尚書の樊子蓋とともに洛陽を守備した。乱が平定されると、東都留守のまま高陽郡太守に任じられた。大業13年（617年）に煬帝が江都に下ると、段達・元文都・韋津・皇甫無逸らとともに洛陽を守った。洛口倉に拠った李密がしばしば攻勢をかけ、王世充らを派遣して一進一退を繰り返した。
大業14年（618年）に煬帝が宇文化及らに殺されると、楊侗は煬帝の血筋に最も近かったため、段達らに擁立されて即位した。即位に功のあった段達を礼部尚書・右翊衛大将軍、王世充を吏部尚書・左翊衛大将軍、元文都を内史令・左驍衛大将軍、盧楚を内史令、皇甫無逸を兵部尚書・右武衛大将軍、郭文懿を内史侍郎、趙長文を黄門侍郎とする。彼らに重要な政務を任せ、金書鉄券を作って宮中に隠した。当時、洛陽の人々は段達らを「七貴」と称した。
宇文化及は楊浩を擁立し、途中の城を降しながら洛陽・長安へと向かった。楊侗は恐れ、これまで敵対していた李密を帰順させて太尉・尚書令に任じ、宇文化及を討伐させた。「七貴」の仲は険悪で、元文都・盧楚・郭文懿・趙長文は王世充に殺害され、皇甫無逸は長安に逃れて唐に帰順した。かくして王世充が実権を掌握し、楊侗は口を出せなくなった。記室の陸士季と謀り、王世充を排除しようとしたものの上手くいかなかった。王世充は李密を破って名声を上げると、自ら鄭王となって九錫を受け、楊侗は止めるすべをもたなかった。
段達、雲定興らから王世充に帝位を譲るように迫られると激しく憤り非難した。王世充は人を使ってさらに説得にかかり、天下が安定したら皇位を返すことを約束した。皇泰2年（619年）5月、やむを得ず王世充に禅譲すると含涼殿に幽閉され、潞国公となった。
翌月には宇文儒童・裴仁基らが再び楊侗の擁立を画策するが露見して殺され、楊侗もその後、王世充により服毒自殺を命じられた。死ぬ前に母親に会わせてくれと懇願したものの許されず、「生まれ変わっても皇帝の家には生まれ変わらぬように」と言い残し服毒したが死ねず、縊り殺された。

## 伝記資料
- 『隋書』巻五十九 列伝第二十四「煬帝三男伝」
- 『北史』巻七十一 列伝第五十九「隋宗室諸王伝」